# Українські добровольці у франкістській армії
Українські добровольці у франкістській армії — українці, вихідці з українських етнічних земель, що брали участь у громадянській війні в Іспанії на боці військ, підпорядкованих Франко.

## Передумови
Після перемоги комуністів на теренах колишньої Російської імперії понад 60 тисяч військових, що брали участь у боротьбі з більшовизмом, емігрували до Європи. Близько 200 з них приїхали воювати проти «червоної загрози» в Іспанії. Націоналісти зазвичай направляли таких ідейних вояків до підрозділів так званих рекете — ополчення карлістів. Їхній девіз «Бог, Батьківщина, Король» був вельми близьким колишнім воякам армій Івана Денікіна, Петра Врангеля і Олександра Колчака.

## Історія участі
Перші українці прибули до Іспанії з Франції, Бельгії та Польщі.
Одним з найвідоміших прибічників іспанських націоналістів був генерал-майор Добровольчої армії українського походження — Микола Шинкаренко. Неодноразово звертався до Франко, щоб він підняв його у званні, проте Франко відмовляв. Пройшов всю війну. Був поранений 6 разів. Дослужився до лейтенанта. Франко подарував йому іспанське громадянство і призначив пенсію. В 1968 році Шинкаренка на смерть збила вантажівка.
З проголошенням Другої Іспанської Республіки в 1931 р., республіканці призначили Марченка директором мадридського аеропорту «Барахас». Відтак, коли через три роки вибори виграли консерватори, він знову став цивільним авіапілотом.
Микола Шинкаренко, уродженець Курщини з українськими коренями, який воював в Іспанії у званні лейтенант, був не тільки поетом та письменником, але й генерал-лейтенантом Добровольчої армії.
Відгукнувшися на заклик Міллєра, Шинкаренко прибув до Іспанії разом із іншим білим офіцером — Антоном Яремчуком.
Шинкаренко почав писати листи до Франко, з метою створення окремого підрозділу українських бійців, для кращої організації і збільшення українських добровольців.
Він також просив присвоїти низці товаришів, як і собі самому,  більш гідне військове звання, згідно з рангом та військовим досвідом.
Про це Шинкаренко говорив особисто з Франко 5 серпня 1937 р., отримавши таку можливість у Сарагосі. Розмова була невдалою, Шинкаренка перевели в Іноземний Легіон, де вже несли службу з десяток українців.
Всеволод Марченко — вихідець з Поділля. Колишній пілот гідролітаків царського флоту, який встиг повоювати за Колчака, в 1923 році емігрував у Мадрид. Там він працював пілотом і готував льотчиків в тамтешній школі авіації. З початком громадянської війни в Іспанії записався в Національну армію. В званні лейтенанта він виконував бойові завдання на німецькому Юнкерсі Ю-52. Загинув в бою в 1937 році.
Франко не хотів, щоб Іспанія стала плацдармом відродження Білої армії, адже усвідомлював ідеологічні розбіжності з білим рухом: вони поділяли твердження націоналістів, що громадянська війна в Іспанії — Хресний Похід проти комунізму.
Участь наших земляків в Громадянській війні Іспанії на стороні Франко не обійшлося лише колишніми білогвардійцями. Були також бійці Армії Української Народної Республіки.